# جون سواريس
جون سواريس (بالإنجليزية: John Soares)‏ هو مصمم رقص أمريكي، ولد في 22 يونيو 1981 في ترلوك في الولايات المتحدة.

## وصلات خارجية
- جون سواريس على موقع IMDb (الإنجليزية)
- جون سواريس على موقع قاعدة بيانات الفيلم (الإنجليزية)